# Espadanedo (Cinfães)
Espadanedo é uma povoação portuguesa sede da Freguesia de Espadanedo do Município de Cinfães, freguesia com 5,3 km² de área e 1161 habitantes (censo de 2021)e, por isso, uma densidade populacional de 219,1 hab./km².
Além da sede, a Freguesia de Espadanedo é composta pelas seguintes povoações: Barreiro, Barrela, Cabaçal, Carreira, Espio, Grança, Herdade, Igreja, Lameira, Lavandeira, Lavra, Marame, Meijoadas, Morã, Moutas, Nobelide, Pendoa, Pousada, Quintã, Ribeira, Saímes, Salgueiral, São Pedro, Senra, Vales, Vila, Vila do Meio e Vila Nova.
Espadanedo fez parte do concelho de Sanfins, extinto em 24 de Outubro de 1855. 

## Demografia
A população registada nos censos foi:
| Distribuição da População por Grupos Etários | Distribuição da População por Grupos Etários | Distribuição da População por Grupos Etários | Distribuição da População por Grupos Etários | Distribuição da População por Grupos Etários |
| -------------------------------------------- | -------------------------------------------- | -------------------------------------------- | -------------------------------------------- | -------------------------------------------- |
| Ano                                          | 0-14 Anos                                    | 15-24 Anos                                   | 25-64 Anos                                   | > 65 Anos                                    |
| 2001                                         | 285                                          | 243                                          | 705                                          | 173                                          |
| 2011                                         | 203                                          | 173                                          | 719                                          | 223                                          |
| 2021                                         | 125                                          | 136                                          | 654                                          | 246                                          |

## Património
- Igreja de São Cristóvão (matriz)
- Torre sineira
- Capela de Nossa Senhora de Lurdes
- Casas das Recoutas e de Vila Celina
- Trecho do rio Douro

## Festas e romarias
- São Cristóvão (último fim-de-semana de julho)
- Nossa Senhora de Lurdes (primeiro fim-de-semana de setembro)